# Formát pixelu
Formát pixelu (angl. pixel format) označuje barevný model a způsob uložení jeho složek v paměti.
Pro značení formátu se používá mnoho mírně odlišných notací.
Například pixely ve formátu RGB s 8 bity na každý kanál mohou být uloženy v modelu RGB24 (RGB888) nebo BGR24 podle pořadí jednotlivých bajtů v paměti.
ARGB, RGBA nebo RGBA32 přidává ještě další bajt pro alfa kanál.
Pokud je použito podvzorkování barvonosných složek, tvoří několik pixelů bloky, které mají některou barvonosnou složku společnou.
Když se pixel skládá z více složek (např. tři složky R, G, B), má smysl hovořit o planárních a prokládaných formátech.
Planární (planar) formát obrazu říká, že jednotlivé složky budou v paměti uloženy odděleně za sebou.
V případě RGB24 by to znamenalo
{\displaystyle R_{0}R_{1}R_{2}\dots G_{0}G_{1}G_{2}\dots B_{0}B_{1}B_{2}\dots }
Naproti tomu prokládaný formát (packed, chunky, interleaved) jednotlivé kanály pixelu prokládá.
V tomto případě by RGB24 bylo uloženo jako
{\displaystyle R_{0}G_{0}B_{0}R_{1}G_{1}B_{1}R_{2}G_{2}B_{2}\dots }
Mimoto existuje semiplanární (biplanární) formát, ve kterém jsou tři složky (Y, U, V) uloženy ve dvou rovinách.
Například pro NV12 je uložena nejprve složka Y, pak prokládaně složky U společně s V.